# Pawnee County (Nebraska)
Pawnee County is een county in de Amerikaanse staat Nebraska.
De county heeft een landoppervlakte van 1.118 km² en telt 3.087 inwoners (volkstelling 2000). De hoofdplaats is Pawnee City.

## Bevolkingsontwikkeling

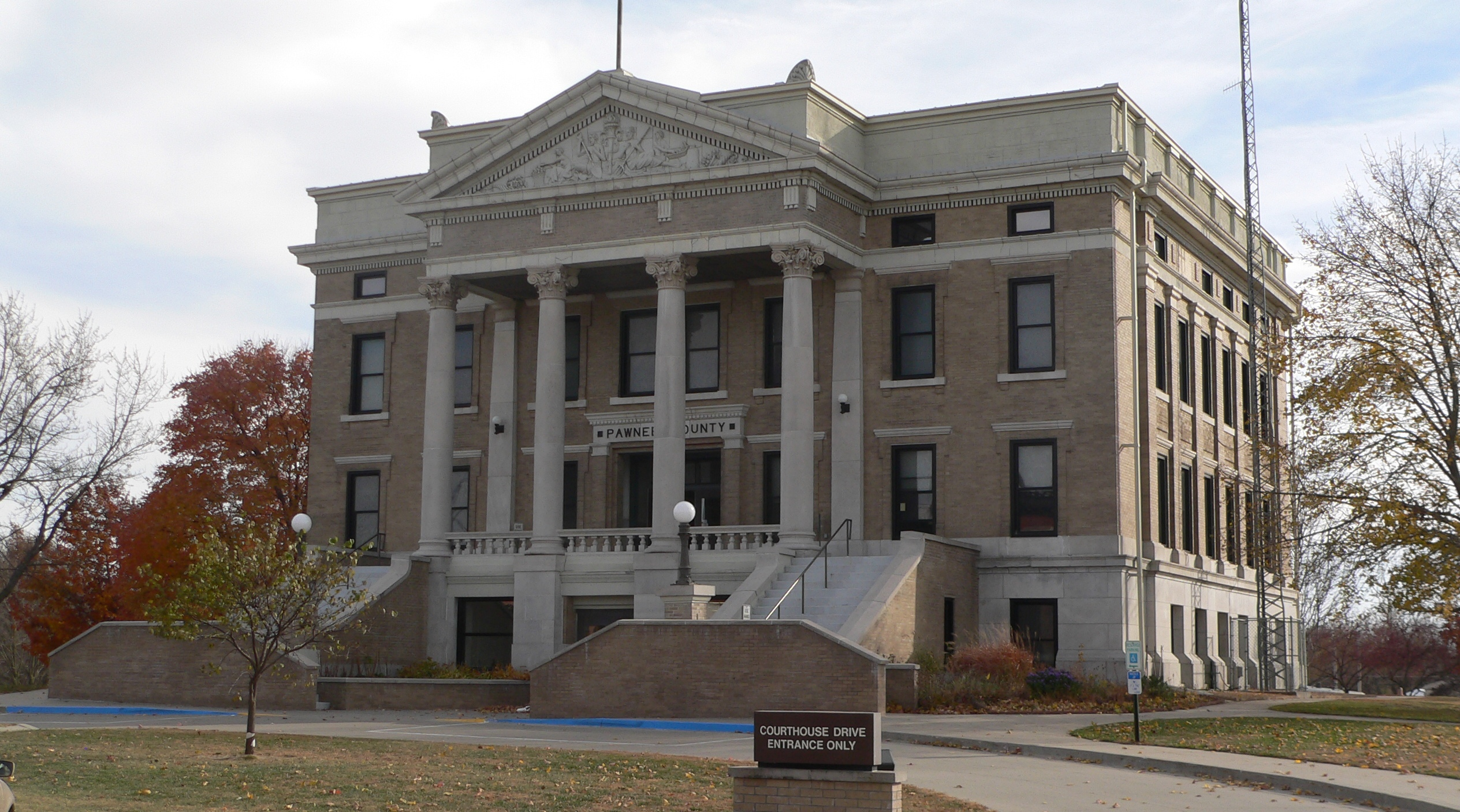
Pawnee County Courthouse